# R.E.V.O.
R.E.V.O. es el tercer álbum de estudio de la banda canadiense Walk off the Earth. Lanzado el 19 de marzo de 2013, es el primero a través de Columbia Records.

## Composición
R.E.V.O. es el acrónimo de "Realize Every Victory Outright", que significa "entiende cada victoria completamente". Contiene 9 canciones originales, una canción de su álbum anterior My Rock titulada "Money Tree", y un cover de la canción de Gotye y Kimbra "Somebody That I Used To Know", interpretada por los cinco miembros de la banda con una única guitarra, que sirve como el primer sencillo del álbum. El video de la versión, subido a la cuenta oficial de YouTube de la banda, se convirtió en un fenómeno mediático, alcanzando más de 100 millones de visitas y la retroalimentación positiva de los dos intérpretes originales y del actor Russell Crowe. El 23 de enero de 2012 repitieron la interpretación en el programa de Ellen DeGeneres y aparecieron en la edición 2012 de YouTube Rewind, tocando una versión acústica de Gangnam Style.  
También se lanzaron como sencillos las canciones "Summer Vibe", "Red Hands", "Gang Of Rhythm" y "Speeches", con sus respectivos videos musicales.

## Lista de canciones
| N.º | Título                                          | Duración |  |
| 1.  | «R.E.V.O.»                                      | 3:51     |  |
| 2.  | «Red Hands»                                     | 3:01     |  |
| 3.  | «Gang of Rhythm»                                | 3:35     |  |
| 4.  | «Speeches»                                      | 3:20     |  |
| 5.  | «Sometimes»                                     | 2:52     |  |
| 6.  | «Shake»                                         | 2:58     |  |
| 7.  | «Somebody That I Used to Know» (Cover de Gotye) | 4:09     |  |
| 8.  | «These Times»                                   | 3:35     |  |
| 9.  | «Summer Vibe»                                   | 3:06     |  |
| 10. | «Money Tree»                                    | 3:09     |  |
| 11. | «No Ulterior Motives»                           | 2:55     |  |

## Rendimiento Comercial
El álbum debutó en la séptima posición del Top Canadian Albums.  En Estados Unidos, alcanzó el puesto 90 del Billboard 200 y la posición 29 del Top Rock Albums, vendiendo 5,000 copias en su primera semana. A mayo de 2015, se vendieron 51,000 copias en los Estados Unidos.

## Créditos
(Notas del disco)
Walk off the Earth (composición, voz e instrumentos)
- Ryan Marshall
- Joel Cassady
- Mike Taylor
- Sarah Blackwood
- Gianni Luminati

Producción
- Producido por Thomas "Tawgs" Salter, Gianni "Luminati" Nicassio, and Walk off the Earth
- Remixado por Lenny DeRose, Howie Beck, and Justin Koop
- Grabado por Gianni Luminati, Tawgs Salter, and Justin Koop
- Masterizado por Vlado Meller

## Listas
|                                         | \| Lista (2013) \| Mejor posición \| \| ------------------------------------------- \| -------------- \| \| Austria (Ö3 Austria)[15] \| 29 \| \| Canadá (Billboard Canadian Albums)[16] \| 7 \| \| Estados Unidos (Billboard 200)[17] \| 90 \| \| Estados Unidos (Top Alternative Albums)[18] \| 19 \| \| Estados Unidos (Top Rock Albums)[19] \| 29 \| |
| Lista (2013)                            | Mejor posición |
| Austria (Ö3 Austria)                    | 29 |
| Canadá (Billboard Canadian Albums)      | 7 |
| Estados Unidos (Billboard 200)          | 90 |
| Estados Unidos (Top Alternative Albums) | 19 |
| Estados Unidos (Top Rock Albums)        | 29 |

## R.E.V.O. EP
Previo al lanzamiento de R.E.V.O., Walk off the Earth publicó el EP "R.E.V.O." el 30 de octubre de 2012, también bajo el sello discográfico Columbia Records.
Canciones
| N.º | Título           | Duración |  |
| 1.  | «Red Hands»      | 3:01     |  |
| 2.  | «Gang of Rhythm» | 3:35     |  |
| 3.  | «Speeches»       | 3:20     |  |
| 4.  | «Summer Vibe»    | 3:07     |  |

Créditos
Walk off the Earth
- Gianni Luminati
- Ryan Marshall
- Mike Taylor
- Joel Cassady
- Sarah Blackwood

Producción
- Gianni Luminati and Tawgs Salter (masterización, sonido, grabación y producción).